# Лимена
Лимена (итал. Limena) — коммуна в Италии, располагается в провинции Падуя области Венеция.
Население составляет 7148 человек (на 2004 г.), плотность населения составляет 456 чел./км². Занимает площадь 15 км². Почтовый индекс — 35010. Телефонный код — 049.
Покровителями коммуны почитаются святые Феликс и Фортунат, празднование 14 мая.